# Kalinovac
Kalinovac je općina u Hrvatskoj. Nalazi se u Koprivničko-križevačkoj županiji. 

## Zemljopis
Nalazi se između rijeke Drave na sjeveru i niske planine Bilogore na jugu. U blizini sela nalaze se brežuljci od bijelog pijeska poznati kao Đurđevečki peski. Jedna od prirodnih znamenitosti je i posebni šumski rezervat "Crni jarki", gdje stabla crne johe, imaju optimalne uvjete i ističu se ljepotom, rastom i prirastom drvne mase. Razina podzemnih voda koja je tu vrlo visoka ima presudan značaj za održavanje biljnih zajednica u tom šumskom predjelu.

## Stanovništvo
Po popisu stanovništva iz 2011. godine, općina Kalinovac imala je 1597 stanovnika:
- Batinske – 98
- Kalinovac – 1439
- Molvice – 36

| broj stanovnika | 1424  | 1827  | 2134  | 2589  | 2881  | 3080  | 2983  | 2944  | 2884  | 2951  | 2777  | 2506  | 2140  | 1852  | 1725  | 1597  | 1297  |
|                 | 1857. | 1869. | 1880. | 1890. | 1900. | 1910. | 1921. | 1931. | 1948. | 1953. | 1961. | 1971. | 1981. | 1991. | 2001. | 2011. | 2021. |

| broj stanovnika | 1424  | 1827  | 2134  | 2159  | 2338  | 2375  | 2322  | 2340  | 2252  | 2308  | 2200  | 2186  | 1884  | 1659  | 1573  | 1463  | 1194  |
|                 | 1857. | 1869. | 1880. | 1890. | 1900. | 1910. | 1921. | 1931. | 1948. | 1953. | 1961. | 1971. | 1981. | 1991. | 2001. | 2011. | 2021. |

## Povijest
Veliki požar u Kalinovcu se dogodio 1780. godine, kad su jako velikom brzinom izgorjele male drvene kuće sa zidovima obloženim daskama i pokrovom od slame. Požar je ostavio nedoknadivu štetu, bijedu i pustoš. Zbog tog požara u Kalinovcu su počele nicati kuće novijeg tipa.

## Poznate osobe
- Zlatko Dominiković, bivši ministar poljoprivrede
- Ivan Golub, hrvatski katolički teolog, pisac
- Lambertina Grgec, hrvatska akademska slikarica
- Petar Grgec, hrvatski pisac
- Nikola Kajić, hrv. visoki vojni dužnosnik u socijalističkoj Jugoslaviji, diplomat, pripadnik pokreta otpora
- Grgur Karlovčan, hrvatski pisac
- Ivan Lacković Croata, hrvatski slikar
- Josip Manolić, hrvatski političar, bivši komunist, drugi predsjednik Vlade Republike Hrvatske
- Zvonimir Rogoz, hrvatski glumac
- Ivo Zalar, hrv. književni teoretičar

## Spomenici i znamenitosti
- Muzej u gornjem kraju Kalinovca koji je nekada bio škola s galerijom Ivana Lackovića Croate i zbirkom skulptura Ljubice Matulec. Muzej čuva uspomenu na Petra i Lambertinu Grgec, profesora i akademsku slikaricu.[5]
- Posebni rezervat šumske vegetacije "Crni jarki".

## Obrazovanje
- Osnovna škola "Ivan Lacković Croata"

## Šport
U Kalinovcu djeluju dva nogometna kluba a to su NK Kalinovac i NK Šparta koja je prestala s djelovanjem. 
Dana 10. ožujka 2008. u Kalinovcu je osnovan prvi Pikado klub u Koprivničko Križevačkoj županiji. Pikado klub nosi ime "Kalinovac".

## Vanjske poveznice
- Službene stranice Općine Kalinovac